# Begonia lazat
Begonia lazat là một loài thực vật có hoa trong họ Thu hải đường. Loài này được Kiew & Reza Azmi mô tả khoa học đầu tiên năm 1998.